# Etienne Bito'o
Etienne-Panayotis Bito'o (Lambaréné, 5 gennaio 1980) è un ex calciatore gabonese, di ruolo attaccante.